# Cornelis Weggeman Guldemont
Cornelis Weggeman Guldemont (Krimpen aan den IJssel, 10 juli 1775 - Ouderkerk aan den IJssel, 13 mei 1855) was een Nederlandse steenfabrikant, polderbestuurder, rechter en politicus.

## Leven en werk
Weggeman Guldemont werd in 1775 in Krimpen aan den IJssel geboren als zoon Jan Weggeman en Maria Guldemont. Hij voegde evenals zijn broer Maurits de achternamen van zijn vader en zijn moeder aaneen en noemde zich Weggeman Guldemont. Weggeman Guldemont was hoogheemraad van de Krimpenerwaard. Hij was vrederechter te Haastrecht en kantonrechter te Schoonhoven. Van 1814 tot 1840 was hij lid van Provinciale Staten van Holland en van 1840 tot 1850 was hij lid van Provinciale Staten van Zuid-Holland. Evenals zijn broer Maurits, burgemeester van Stormpolder en Krimpen aan den IJssel, bezat hij een steenbakkerij. Zijn steenbakkerij was gelegen in de Stormpolder bij Krimpen aan den IJssel. Oorspronkelijk was deze steenplaats in het bezit van zijn grootvader van moederskant Maurits Guldemont. Hij bezat ook het veerrecht over de Sliksloot naar de steenfabriek.
Weggeman Guldemont trouwde op 14 december 1806 met Elisabeth Jongebreur. Na haar overlijden hertrouwde hij op 20 december 1811 met Johanna Josina Hoynck van Papendrecht.